# Supernova (canção)
"Supernova" é uma canção gravada pelo girl group sul-coreano Aespa para seu primeiro álbum de estúdio Armageddon. Foi lançada pela SM Entertainment em 13 de maio de 2024, como o single principal do álbum. A canção foi um sucesso comercial, marcando um perfect all-kill e se tornando a primeira canção do grupo a chegar ao topo do Circle Digital Chart.
"Supernova" liderou as paradas em Hong Kong e na Coreia do Sul, o último dos quais atingiu o topo da parada por onze semanas não consecutivas.

## Antecedentes e lançamento
Em 22 de abril de 2024, a SM Entertainment anunciou que Aespa lançaria seu primeiro álbum de estúdio intitulado Armageddon. Também foi anunciado que o álbum contaria com dois singles principais: "Supernova" e "Armageddon", sendo o primeiro lançado em 13 de maio e o último, junto com o álbum, em 27 de maio. Em 10 de maio, a lista de faixas foi revelada junto com um vídeo teaser de medley de destaque. Dois dias depois, o teaser do videoclipe foi lançado. "Supernova" foi lançado junto com seu videoclipe em 13 de maio.
Em 20 de setembro, a ScreaM Records lançou a versão remix de "Supernova" da musicista canadense Grimes junto com os remixes de "Armageddon", no 33º volume da série iScreaM.

## Composição
"Supernova" foi escrita e composta por Kenzie, com Paris Alexa contribuindo para a composição, e Dem Jointz participando tanto da composição quanto do arranjo. A faixa contém um sample da canção de 1982, "Planet Rock", dos artistas americanos de hip hop Afrika Bambaataa e Soulsonic Force. Descrita como uma canção dance e hyperpop caracterizada por "bumbo pesado", "linha superior cativante" e "melodia de sintetizador" com letras sobre "a visão de mundo expandida de Aespa comparando o início de um evento que abre uma porta para outra dimensão para uma supernova, expressando o início de uma grande explosão". "Supernova" foi composta na tonalidade de B menor, com um andamento de 120 batidas por minuto.
Gil Kaufman da Billboard, descreveu a faixa como uma fusão "pronta para a pista de dança" de batidas de "hip-hop, ritmos EDM e vocais pop suaves". Derrick Rossignol da Uproxx caracterizou "Supernova" como um "banger de vários gêneros" que combina "elementos de pop, dance, hip-hop e música eletrônica em um pacote coeso".

## Desempenho comercial
"Supernova" estreou na oitava posição na Circle Digital Chart da Coreia do Sul na edição da parada datada de 12 a 18 de maio de 2024; em suas paradas componentes, a canção estreou em quarto lugar na Circle Download Chart, número oito na Circle Streaming Chart, e número 19 na Circle BGM Chart. A canção alcançou o primeiro lugar na Circle Digital Chart e na Circle Streaming Chart na semana seguinte. A canção também estreou em número 6 na Billboard South Korea Songs na edição da parada datada de 25 de maio de 2024, ascendendo ao número um na semana seguinte. A canção alcançou o status de perfect all-kill, onde uma canção atinge simultaneamente o número um nos componentes em tempo real, diários e semanais do iChart. No Japão, a canção estreou na posição 26 na Billboard Japan Hot 100 na edição da parada datada de 22 de maio de 2024; em suas paradas componentes, a canção estreou na posição 43 na Top Download Songs, e número 24 na Top Streaming Songs. Na semana seguinte, a canção alcançou a posição 25 na Billboard Japan Hot 100, e o número 15 na Top Streaming Songs. Na Oricon Combined Singles, a canção estreou no número 24 na edição da parada datada de 27 de maio de 2024.
Em Singapura, "Supernova" estreou na posição 28 na RIAS Top Streaming Chart e na posição 11 na Top Regional Chart na edição das paradas datadas de 10 a 16 de maio de 2024, ascendendo ao sexto lugar na Top Streaming Chart e ao segundo lugar na Top Regional Chart na semana seguinte. Em Hong Kong, a canção estreou no número 15 na Billboard Hong Kong Songs na edição da parada datada de 25 de maio de 2024, ascendendo ao número um na semana seguinte. Em Taiwan, a canção estreou em sexto lugar na Billboard Taiwan Songs na edição da parada datada de 25 de maio de 2024, subindo para o número dois na semana seguinte. Na Indonésia, a canção estreou em 14 lugar na Billboard Indonesia Songs na edição da parada datada de 1 de junho de 2024. Na Malásia, a canção estreou na décima posição na Billboard Malaysia Songs na edição da parada datada de 1 de junho de 2024.
Nos Estados Unidos, "Supernova" estreou em quinto lugar na Billboard World Digital Song Sales na edição da parada datada de 25 de maio de 2024. Na Nova Zelândia, "Supernova" estreou na 20ª posição na RMNZ Hot Singles na edição da parada datada de 20 de maio de 2024, subindo para o número 12 na semana seguinte. No Reino Unido, a canção estreou no número 33 na UK Singles Download Chart, e UK Singles Sales Chart da OCC na edição das paradas datadas de 17 a 23 de maio de 2024. Na Holanda, a canção estreou na posição 17 na Global Top 40 na edição da parada datada de 27 de maio de 2024. Na Argentina, a canção estreou na posição 50 na Billboard Argentina Hot 100 na edição da parada datada de 1 de junho de 2024. Globalmente, a canção estreou no número 50 na Billboard Global 200, e número 23 na Billboard Global Excl. U.S. na edição das paradas datadas de 25 de maio de 2024, ascendendo ao número 19 na Global 200, e número sete na Global Excl. U.S. na semana seguinte. A canção alcançou o pico de número 17 na Global 200, e a sexta posição na Global Excl. U.S. na semana seguinte.

## Videoclipe
O videoclipe dirigido por Ha Junghoon (Hattrick), foi lançado em 13 de maio de 2024, junto com a canção. No mesmo dia, foi anunciado que o videoclipe ultrapassou 10 milhões de visualizações em 10 horas.
O videoclipe "futurista" mostra Aespa em "caracterizações dinâmicas e espirituosas", exibindo seus superpoderes pela cidade. Apresenta cada membro possuindo um "poder sobrenatural" - a superforça de Karina, o controle de Ningning sobre o fogo, Winter flutuando no ar e o lapso de tempo de Giselle. O visual começa com Karina sobrevivendo a uma queda do alto de um carro. Momentos depois, ela sai ilesa do veículo destruído. Outras cenas incluem a integrante "arrancando os espelhos laterais dos carros estacionados, mostrando [suas] presas de vampiro e levantando veículos com uma mão".
Além disso, a tecnologia IA foi usada para mover fotos dos rostos de Aespa em sinergia com a letra da música. A membro Ningning revelou que ela "riu muito quando [ela] viu a cena da IA", descrevendo-a como "não é algo que você espera". A cantora também percebeu que “mesmo em um mundo onde os covers de IA e qualquer coisa com IA são tão populares”, a tecnologia não será capaz de “replicar nossas expressões e as temperaturas dos humanos".

## Promoção
Após o lançamento de “Supernova”, no dia 13 de maio de 2024, Aespa se apresentou em quatro programas musicais na primeira semana de promoção: M Countdown da Mnet em 16 de maio, Music Bank da KBS em 17 de maio, Show! Music Core da MBC em 18 de maio, e Inkigayo da SBS em 19 de maio. Na segunda e última semana de promoção, elas se apresentaram em quatro programas musicais: M Countdown em 23 de maio, Music Bank em 24 de maio, Show! Music Core em 25 de maio, e Inkigayo em 26 de maio, onde elas conquistaram o primeiro lugar em três aparições, exceto Music Bank.

## Reconhecimentos
Nos programas musicais da Coreia do Sul, "Supernova" alcançou uma tríplice coroa no episódio de 23 de junho do Inkigayo em 2024.
| Programa         | Data                | Ref.   |
| ---------------- | ------------------- | ------ |
| Inkigayo         | 26 de maio de 2024  | [ 57 ] |
| Inkigayo         | 16 de junho de 2024 | [ 59 ] |
| Inkigayo         | 23 de junho de 2024 | [ 58 ] |
| M Countdown      | 23 de maio de 2024  | [ 54 ] |
| M Countdown      | 30 de maio de 2024  | [ 60 ] |
| Music Bank       | 14 de junho de 2024 | [ 61 ] |
| Show! Music Core | 25 de maio de 2024  | [ 56 ] |
| Show! Music Core | 1 de junho de 2024  | [ 62 ] |

| Prêmio                   | Data                | Ref.   |
| ------------------------ | ------------------- | ------ |
| Prêmio Weekly Popularity | 17 de junho de 2024 | [ 63 ] |

### Listas
| Editora   | Ano  | Lista                                                                    | Colocação | Ref.   |
| --------- | ---- | ------------------------------------------------------------------------ | --------- | ------ |
| Billboard | 2024 | As 20 Melhores Músicas de K-Pop de 2024 (Até Agora): Escolhas da Crítica | 2º lugar  | [ 64 ] |
| Dork      | 2024 | As melhores músicas da Dork de 2024 (até agora)                          | Colocado  | [ 65 ] |
| NME       | 2024 | As 15 melhores músicas de K-pop de 2024 – até agora                      | Colocado  | [ 66 ] |

## Créditos e pessoal
Créditos adaptados do encarte do álbum.
Estúdio
- SM Wavelet Studio – gravação
- SM Yellow Tail Studio – edição digital
- SM Blue Ocean Studio – mixagem
- 821 Sound – masterização

Pessoal
- SM Entertainment – produtor executivo
- Aespa – vocais, vocais de fundo
- Kenzie – letra, composição, direção vocal
- Paris Alexa – composição, vocais de fundo
- Dem Jointz – produção, composição, arranjo
- Noh Min-ji – gravação, edição digital
- Kang Eun-ji – gravação
- Kim Cheol-sun – mixagem
- Kwon Nam-woo – masterização

## Desempenho nas paradas musicais
| Parada musical (2024)                               | Melhor posição |
| --------------------------------------------------- | -------------- |
| Argentina (Argentina Hot 100)                       | 50             |
| Coreia do Sul (Circle)                              | 1              |
| Egito (IFPI)                                        | 5              |
| Estados Unidos (Billboard World Digital Song Sales) | 5              |
| Holanda (Global Top 40)                             | 17             |
| Hong Kong (Billboard)                               | 1              |
| Indonésia (Billboard)                               | 10             |
| Japão (Japan Hot 100)                               | 25             |
| Japão (Oricon Combined Singles)                     | 24             |
| Malásia (Billboard)                                 | 6              |
| Malásia (RIM International)                         | 5              |
| Mundo (Billboard Global 200)                        | 17             |
| Nigéria (TurnTable Top 100 Streaming)               | 87             |
| Nova Zelândia (RMNZ Hot Singles)                    | 12             |
| Reino Unido (Singles Downloads Chart)               | 33             |
| Reino Unido (UK Singles Sales)                      | 33             |
| Singapura (RIAS)                                    | 6              |
| Taiwan (Billboard)                                  | 2              |

| Parada musical (2024)  | Posição |
| ---------------------- | ------- |
| Coreia do Sul (Circle) | 1       |

## Histórico de lançamento
| Região | Data                   | Formato                    | Versão       | Gravadora       |
| ------ | ---------------------- | -------------------------- | ------------ | --------------- |
| Várias | 13 de maio de 2024     | Download digital streaming | Original     | SM Kakao        |
| Várias | 20 de setembro de 2024 | Download digital streaming | Grimes remix | ScreaM SM Kakao |